# BMW M57
BMW M57 — рядный шестицилиндровый турбодизельный двигатель, производства компании BMW. Становился победителем награды «Двигатель года» в категории 2.5-3.0 литра с 1999 по 2002 год, а его модификации выигрывали эту награду в 2005, 2006 и 2009.

## Характеристики
| Модификация | Объём | Мощность, крутящий момент@обороты        | Максимальные обороты | Год  |
| ----------- | ----- | ---------------------------------------- | -------------------- | ---- |
| M57D25      | 2497  | 163 л.с.(120 кВт)@4000, 350 Нм@2000-2500 | 4750                 | 2000 |
| M57TUD25    | 2497  | 177 л.с.(130 кВт)@4000, 400 Нм@2000-2750 | 4750                 | 2004 |
| M57D30      | 2926  | 184 л.с.(135 кВт)@4000, 390 Нм@1750-3200 | 4750                 | 1998 |
| M57D30      | 2926  | 184 л.с.(135 кВт)@4000, 410 Нм@2000-3000 | 4750                 | 1998 |
| M57D30      | 2926  | 193 л.с.(142 кВт)@4000, 410 Нм@1750-3000 | 4750                 | 2000 |
| M57TUD30    | 2993  | 204 л.с.(150 кВт)@4000, 410 Нм@1500-3250 | 4750                 | 2003 |
| M57TUD30    | 2993  | 218 л.с.(160 кВт)@4000, 500 Нм@2000-2750 | 4750                 | 2002 |
| M57TUD30    | 2993  | 245 л.с.(180 кВт)@4000, 500 Нм@2000-2250 | 4750                 | 2008 |
| M57TUD30    | 2993  | 272 л.с.(200 кВт)@4000, 560 Нм@2000-2250 | 5000                 | 2004 |
| M57TU2D30   | 2993  | 231 л.с.(170 кВт)@4000, 500 Нм@2000-2750 | 4750                 | 2005 |
| M57TU2D30   | 2993  | 286 л.с.(210 кВт)@4400, 580 Нм@1750-2250 | 4750                 | 2004 |

## M57D25
M57D25 был разработан в 2000 году.
- 163 л.с. (120 кВт) на 4000 об/м, 350 Нм на 2000—2500 об/м с максимальной частотой 4750 об/м[5]
  - 2000—2003 E39 525d

## M57TUD25
M57TUD25 был разработан в 2004 году.
- 163 л.с. (120 кВт) на 4000 об/м, 400 Нм на 2000—2500 об/м с максимальной частотой 4750 об/м (отличается от простого M57D25 увеличенным до 400 Нм крутящим моментом)[6]
- 177 л.с. (130 кВт) на 4000 об/м, 400 Нм на 2000—2750 об/м с максимальной частотой 4750 об/м
  - E60/E61 525d

## M57D30
M57D30, также известный как M57D29, был разработан в 1998 году.
- 184 л.с. (135 кВт) на 4000 об/м, 390 Нм на 1750-3200 об/м с максимальной частотой 4750 об/м
  - E39 530d
  - E46 330d/330xd
- 184 л.с. (135 кВт) на 4000 об/м, 410 Нм на 2000-3000 об/м с максимальной частотой 4750 об/м
  - E38 730d
  - E53 X5 3.0d
- 193 л.с. (142 кВт) на 4000 об/м, 410 Нм на 1750-3000 об/м с максимальной частотой 4750 об/м
  - E38 730d
  - E39 530d

http://www.e34.su/forum/topic/33507-luchshii-dizel-bmv-m57/

## M57TUD30
M57TUD30 был разработан в 2002 году. Его изначальные параметры составляли 218 л.с. (160 кВт) на 4000 об/м, 500 Нм на 2000—2750 об/м, затем в 2003 году была разработана модификация с 204 л.с. (150 кВт) на 4000 об/м, 410 Нм на 1500-3250 об/м, а в 2004 году — 272 л.с. (200 кВт) на 4000 об/м, 560 Нм на 2000—2250 об/м
- 204 л.с. (150 кВт) на 4000 об/м, 410 Нм на 1500-3250 об/м с максимальной частотой 4750 об/м
  - E46 330d/330Cd/330xd
  - E83 X3 3.0d (2004-2005гг)
- 218 л.с. (160 кВт) на 4000 об/м, 500 Нм на 2000—2750 об/м с максимальной частотой 4750 об/м
  - E53 X5 3.0d
  - E60/E61 530d/530xd
  - E65 730d
  - E83 X3 3.0d (c 2005г)
- 231 л.с. (170 кВт) на 4000 об/м, 520 Нм на 2000—2250 об/м с максимальной частотой 4750 об/м
  - E70 X5 3.0d (DDE 6.0) 2006-2007 г.
- 272 л.с. (200 кВт) на 4000 об/м, 560 Нм на 2000—2250 об/м с максимальной частотой 4750 об/м
  - E60/E61 535d
- 245 л.с. (180 кВт) на 4000 об/м, 500 Нм на 2000—2250 об/м с максимальной частотой 4750 об/м
- 286 л.с. (210 кВт) на 4000 об/м, 580 Нм на 2000—2250 об/м с максимальной частотой 4750 об/м

## M57TU2D30
M57TU2D30 был разработан в 2007 году.
- M57TU2D30-UL: 197 л.с. (145 кВт),400 Нм
- M57TU2D30-OL: 235 л.с. (173 кВт), 500 Нм @2000-2750
- M57TU2D30-TOP: 286 л.с. (210 кВт), 580 Нм

Применения:
- 197 л.с. (145 кВт), 400 Нм
  - E90/E91/E92 325d
  - E60/E61 525d/525xd
- 231 л.с. (173 кВт)@4000, 500 Нм@2000-2750
  - E65 730d
  - E90/E91 325d
  - E90/E91 330d/330xd
- 235 л.с. (173 кВт)
  - E60/E61, BMW E70, BMW E71
- 286 л.с. (210 кВт), 580 Нм
  - E60/E61 535d
  - E70 X5 3.0sd
  - E71 X6 xDrive35d
  - E83 X3 3.0sd
  - E90/E91 335d